# اونا فورتیوا لاگریما
| "اونا فورتیوا لاگریما" با صدای انریکو کاروسو در سال ۱۹۱۱ میلادی برای شرکت ویکتور تالکینگ ماشین. آیا در اجرای این پرونده مشکلی دارید؟ راهنمای رسانه را ببینید. |

اونا فورتیوا لاگریما (به ایتالیایی: Una furtiva lagrima)، به معنی قطره اشکی پنهانی یا گریه پنهانی، آوازی است که در پرده دوم از صحنه هشتم اپرای ایتالیایی اکسیر عشق نوشته گائتانو دونیزتی آمده‌است. این آواز را شخصیت نمورینو (Nemorino) در بازه صدای تنور هنگامی می‌خواند که درمی‌یابد اکسیر عشقش در معشوقه‌اش، آدینا (Adina) اثر کرده‌است.
نمورینو به عشق آدینا گرفتار آمده در حالیکه آدینا علاقه‌ای به ارتباط با مرد ساده‌دل روستایی چون نمورینو ندارد. او اکسیر عشقی را با تمام پولی که دارد می‌خرد. اکسیر عشق در واقع شراب قرمز کم‌ارزشی است که یک مسافر شیاد به او می‌فروشد. اما نمورینو با دیدن گریهٔ آدینا درمی‌یابد که او نیز عاشقش شده و اکسیر عشق کار خود را کرده‌است.
این قطعه با صدای انریکو کاروسو در خاطره‌ها ماندگار شده‌است.

## متن ترانه
| متن ترانه به ایتالیایی: Una furtiva lagrima negli occhi suoi spuntò: Quelle festose giovani invidiar sembrò. Che più cercando io vo? M'ama! Sì, m'ama, lo vedo. Lo vedo. Un solo istante i palpiti del suo bel cor sentir! I miei sospir, confondere per poco a' suoi sospir! I palpiti, i palpiti sentir, confondere i miei coi suoi sospir... Cielo! Si può morir! Di più non chiedo, non chiedo. Ah, cielo! Si può! Si, può morir! Di più non chiedo, non chiedo. Si può morir! Si può morir d'amor. | برگردان ترانه به انگلیسی: A single furtive tear from her eyes sprang: As if of those playful youths envious she appeared to become. What more need I look for? She loves me! Yes, she loves me, I see it. I see it. Just for an instant the beating of her beautiful heart I felt! And my sighs became as one fleetingly with her sighs! Her heart beating, her heart beating to feel, our sighs confounded as one... Heavens! Yes I could, I could die! More I can't ask, I can't ask. Oh, heavens! Yes I could! Yes I could die! More I can't ask, I can't ask. Yes I could die! If I could die of love. | برگردان فارسی متن ترانه: قطره اشکی پنهانی به ناگهان از چشمانش فرو ریخت: او آن‌گونه شده‌است که جوانان سرمست حسرت برند بر او. بیشتر از این چه می‌خواهم؟ او مرا دوست دارد! بله، او مرا دوست دارد، می‌بینم، می‌بینم. تنها به اندازه لحظه‌ای از ضربان قلب زیبای او احساسش کردم. و آه‌های من یکی شد با افسوس‌های او! قلب او می‌تپد، قلب او در این احساس می‌تپد، آه‌های ما یکی شد… خدایا! بله من می‌توانستم، می‌توانستم بمیرم! بیشتر از این نمی‌توانم بخواهم، نمی‌توانم بخواهم. خدایا! بله من می‌توانستم، می‌توانستم بمیرم! بیشتر از این نمی‌توانم بخواهم، نمی‌توانم بخواهم. خدایا! بله من می‌توانستم، می‌توانستم بمیرم! |

## بکارگیری
- در یک پویانمایی با همین نام از کارلو وجل (Carlo Vegele) از این آواز با صدای انریکو کاروسو استفاده شده‌است.
- در فیلم امتیاز نهایی به کارگردانی وودی آلن هم از این آواز با صدای انریکو کاروسو استفاده شده‌است.